# Nekropole von Mattonara

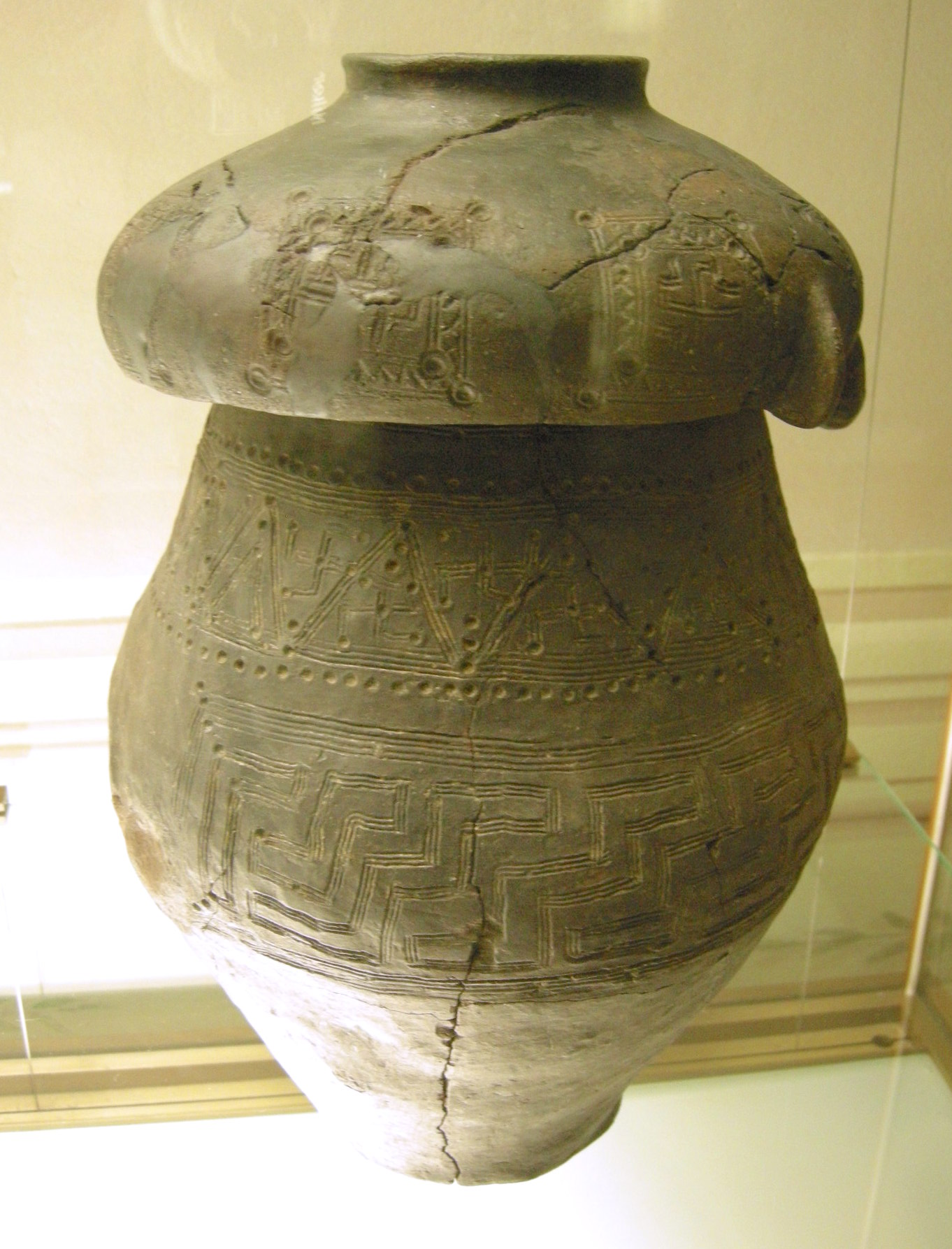
Typische Villanovakeramik

Die etruskische Nekropole von Mattonara liegt hinter der Fabrik Molinari in Civitavecchia in der Metropolitanstadt Rom, in der Region Latium in Italien. Sie hat ihren Namen von einem Steinbruch, dessen Material verwendet wurde um Ziegel herzustellen. 
Die Nekropole wurde von S. Bastia entdeckt und durch Fernando Barbaranelli 1955 und Odoardo Toti 1962 ausgegraben. Sie grenzt an die Küste und ist in Sedimentgestein (italienisch Macco) geschnitten. Es gibt zwei Gräber, fünf Kammern, ein Hypogäum und drei konisch-zylindrischen Gruben. Die Gräber und die Kammern stammen aus dem 7. und 6. Jahrhundert v. Chr. Das Hypogäum stammt vielleicht aus dem 5. Jahrhundert. v. Chr. In dem zylindrischen Grab wurde eine bemalte Doppelkegelurne in rot und schwarz aus dem Jahre 750 v. Chr. gefunden. Die drei etwa zwei Meter tiefen prähistorischen Gruben wurden innen mit wasserdichtem gelben Lehm verputzt und enthielten Protovillanovo- (von 1100 bis 1000 v. Chr.) und Villanovakeramik (von 1000 bis 900 v. Chr.) Wahrscheinlich wurden die Vertiefungen als Bothroi verwendet.
Gegenstücke dieses einfachen Hypogäums (ohne Seitennischen) finden sich (als ältere Vorbilder?) auf den Balearen. 